# Malimbe de Rachel
El malimbe de Rachel (Malimbus racheliae) és un ocell de la família dels ploceids (Ploceidae).

## Hàbitat i distribució
Habita els boscos de les terres baixes del sud-est de Nigèria i sud de Camerun cap al sud fins Gabon.